# 하와이 (1966년 영화)
하와이(Hawaii)는 미국에서 제작된 조지 로이 힐 감독의 1966년 드라마 영화이다. 줄리 앤드류스 등이 주연으로 출연하였고 월터 미리쉬 등이 제작에 참여하였다.

## 출연

### 주연
- 줄리 앤드류스
- 막스 폰 시도우

### 조연
- 리처드 해리스
- 진 핵크만
- 캐럴 오코너
- 조슬린 라가드
- 마누 터푸

## 제작진
- 원작자: 제임스 미치너
- 협력프로듀서: 루이스 J. 레치밀
- 미술: 캐리 오델
- 의상: 도로시 지킨스
- 배역: 마리언 더펄티

## 같이 보기
- 고대 하와이